# Prunus caroliniana
 (avril 2024).
Si vous disposez d'ouvrages ou d'articles de référence ou si vous connaissez des sites web de qualité traitant du thème abordé ici, merci de compléter l'article en donnant les références utiles à sa vérifiabilité et en les liant à la section « Notes et références ».
Espèce
Prunus caroliniana , connu sous le nom de laurier-cerise de Caroline, est une espèce de petits arbres à fleurs à feuilles persistantes de la famille des Rosaceae, originaire du sud-est des États-Unis, du sud de la Caroline du Nord jusqu'à la Floride et vers l'ouest jusqu'au centre du Texas.  L'espèce est introduit dans la nature dans quelques endroits en Californie. 
Prunus caroliniana ne doit pas être confondu avec son parent européen, Prunus laurocerasus, également appelé laurier-cerise bien que principalement connu sous le nom de English Laurel aux États-Unis.

## Description
Prunus caroliniana est un arbre à feuilles persistantes de taille petite à moyenne qui atteint environ 5 à 13 mètres de hauteur, avec une largeur d'environ 6 à 9 m. Les feuilles sont vert foncé, alternes, brillante, de 5 à 12 centimètres  de long, Les rameaux sont rouges à brun grisâtre, minces et glabres. Lorsqu'elles sont écrasées, les feuilles et les rameaux verts dégagent un parfum décrit comme ressemblant à celui des cerises au marasquin ou à l'extrait d'amande.
Les fleurs parfumées de couleur blanche sont en grappes (bouquets pédonculés) de 5 à 8 cm de long de la fin de l'hiver au début du printemps. Les fruits sont de minuscules cerises noires d'environ 1 cm de diamètre, qui persistent tout l'hiver et sont principalement consommées par les oiseaux (février-avril).

## Systématique
Le nom correct complet (avec auteur) de ce taxon est Prunus caroliniana (Mill.) Aiton, 1789.
L'espèce a été initialement classée dans le genre Padus sous le basionyme Padus caroliniana Mill..
Prunus caroliniana a pour synonymes :
- synomymes homotypiques :
  - Cerasus caroliniana (Mill.) Michx., 1803
  - Lauro-cerasus caroliniana (Mill.) M.Roem., 1847
  - Padus caroliniana Mill., 1768
- synonymes hétérotypiques :
  - Arbutus lanceolata Lam., 1783
  - Chimanthus amygdalina Raf., 1817
  - Prunus lusitanica Walter, 1788, sensu auct.
  - Prunus nitida Salisb., 1796
  - Prunus sempervirens Willd., 1814, nom. illeg.
  - Prunus serratifolia Marshall, 1785
  - Achras serrata (Pursh) Poir., 1817
  - Bumelia serrata Pursh, 1814
  - Bumelia serrulata Raf., 1838